# McGraw-Hill
McGraw-Hill és una editorial estatunidenca, amb seu a Nova York, fundada per James H. McGraw i John A. Hill, el 1899.
Publica obres científiques i tècniques (informàtica i d'altres), d'economia empresarial, gestió, enciclopèdies, etc.